# پیوتر بولوتنیکوف
پیوتر بولوتنیکوف (روسی: Пётр Григо́рьевич Боло́тников؛ ۸ مارس ۱۹۳۰ – ۲۰ دسامبر ۲۰۱۳) دونده دو استقامت، مربی (ورزش)، و ورزشکار دو و میدانی اهل اتحاد جماهیر شوروی سوسیالیستی بود.
وی همچنین برندهٔ جوایزی همچون نشان لنین شده‌است.